# Apogon hoevenii
Apogon hoevenii är en fiskart som beskrevs av Bleeker, 1854. Apogon hoevenii ingår i släktet Apogon och familjen Apogonidae. Inga underarter finns listade i Catalogue of Life.